# Зотов-Лобанов, Федот Яковлевич
Федот Яковлевич Зотов-Лобанов (1895—1951) — профессор и зав. кафедрой Инженерно-технической академии связи (ИТЭС), конструктор минных тралов.

## Биография
Родился 17 мая 1895 г. в селе Алексеево Рязанской губернии. Окончил начальную школу. С 1907 года работал в Москве в трактире, с 1908 года — в кроватной мастерской.
Осенью 1911 г. принят слушателем на 1-е Московские электротехнические курсы, которые окончил в 1913 г. Работал электротехником на заводе цветных металлов во Владимирской губернии «Товарищество латунного и меднопрокатного заводов А. Кольчугина».
В 1914 году добровольцем ушёл на фронт, пехотинец. Демобилизован в 1917 году после контузии. Работал в Феодосии в гончарной артели и на артельном механическом заводе Бедризова.
В 1920 году переехал в Москву, работал механиком на Центральном телеграфе, затем поступил в МВТУ. Одновременно работал старшим лаборантом и преподавателем электротехнических измерений в Московском институте инженеров связи. С 1925 г. преподавал на электротехническом факультете МВТУ и в Московском политехникуме связи.
В 1927 году окончил МВТУ, работал и преподавал сразу в нескольких учебных и научных институтах.
В 1930 году перешёл в Московский учебный комбинат связи (МУКС), в дальнейшем реорганизованный в Инженерно-техническую академию связи (ИТАС) им. В. И. Подбельского, с 1930 по 1932 г. начальник кафедры электротехники со званием профессора и заведующий лабораториями электротехники. С 1932 по 1934 г. начальник кафедры специальной электротехники. С 1934 г. зав. отделом изобретений.
По совместительству с 1929 по 1933 г. научный сотрудник 1-го разряда, помощник директора по научно-технической части, консультант директора по научно-исследовательским вопросам в НИИ транспортной электротехники.
За изобретения, использованные в оборонной промышленности, в 1937 году присвоена степень кандидата технических наук без защиты диссертации.
В 1938 году переведён в ОКБ завода № 239 для работ по созданию неконтактных взрывателей для минного оружия и неконтактных тралов, возглавил группу электротехники. До войны его группой созданы:
- электрическая антенная мина НЭМ;
- неконтактный электромагнитный взрыватель для торпед и якорных мин;
- электромагнитный баржевый трал;
- малогабаритное гальваническое реле с применением мощных магнитов из сплава «магнико»;
- индукционная катушка с сердечником из сплава «альсифер»;
- безбатарейный прибор для безопасной проверки электрических минных запалов.

В конце июня 1941 г. в мастерских ЧФ по схеме Зотова и Лишневского построен первый Баржевый Электромагнитный Трал (БЭМТ), который успешно прошёл испытания и был принят на вооружение.
С июля 1942 г. начальник отдела электриков ЦКБ-36 (г. Петропавловск-Северо-Казахстанский).
С 1944 г. зав. электротехнической лабораторией НИИ-400 (Ленинград).
В 1944 году награжден Орденом Красной Звезды
Умер 9 ноября 1951 г.